# ویلیام اف. کیربی
ویلیام اف. کیربی (به انگلیسی: William F. Kirby) سناتور سابق عضو حزب دموکرات ایالات متحده آمریکا بود. وی در سال ۱۹۱۶ تا ۱۹۲۱ میلادی سناتور ایالت آرکانزاس در سنای ایالات متحده آمریکا بود.